# Liber pontificalis
Liber pontificalis je popis rimskih papa od izuzetne važnosti za ranu srednjovjekovnu povijest, premda nema uvijek jednaku povijesnu vrijednost.
Riječ je o knjizi koja sadrži kratke biografske natuknice o papama, od početka pa do 9. stoljeća, kronološki poredane. Za svakoga papu donijeto je vrijeme koliko je trajao njegov pontifikat (iz čega se može doznati približan datum početka i kraja službe pojedinog pape), mjesto rođenja, obiteljsko podrijetlo, carevi koji su mu bili suvremenici, građevinski zahvati (osobito gradnje rimskih crkava), ređenja, važnije odluke, mjesto pokopa, te vrijeme upražnjene stolice do izbora sljedećeg pape.
Način na koji je ova zbirka nastala, često u velikom vremenskom odmaku i bez pravog povijesnog interesa, umanjuje njezinu vrijednost kao povijesnog dokumenta. Ipak, ona nam, primjerice, kazuje što se u 5. stoljeću znalo o prethodnim papama i ranoj Crkvi. Kad govori o papama od 4. stoljeća nadalje, zbirka je vjerodostojnija. Od 7. stoljeća do pontifikata Hadrijana II. Liber pontificalis pisali su suvremenici pojedinih papa, pa za to razdoblje on predstavlja prvorazredni povijesni izvor. Od 11. do 15. stoljeća kvaliteta ove zbirke znatno varira.